# 刘宝 (西晋)
劉寶（3世纪？—？），字道真，山阳郡高平县（今山东省邹城市郭里镇）人，西晉時期官员。
曾因罪被判刑處罰，罰服苦役，後西晉扶風王司馬駿用五百匹布把他贖出來。又委任他為從事中郎，負責處理文書事宜。此事在當時成為一時佳話，而人民都讚美司馬駿的美德。因能詩善文，晉帝請他給太子講解；著有《漢書駁議》二卷。歷任中書郎，河內太守，御史中丞，太子中庶子，吏部郎，安北將軍。
1974年3月，刘宝墓志在山东省邹城市郭里镇独山村出土。墓志所记官职、爵位：侍中、使持节、安北大将军、领护乌丸校尉、都督幽并二州诸军事、关内侯。墓志为国家一级文物，现藏于邹城博物馆。

## 軼聞
劉寶年輕時，常到草澤捕魚，他擅長高声歌唱，聽到的人都流連忘返。有位老婦人，知道他非普通人，也喜歡他高声歌唱，於是殺隻豬送給他吃。劉寶吃完了豬，卻無道謝，老婦人知道他還沒吃飽，又送一隻豬給他。劉寶只吃一半，將剩下的一半退回給老婦人。後來他擔任吏部郎，老婦人的兒子是個職位低下的令史，劉寶就越級提拔他。令史不知道原因，問了母親，母親把以前的事告訴了他。於是令史帶著牛肉酒食去向劉寶道謝，劉寶卻說：「走吧！走吧！我已經沒有什么可以报答你母親了。」
劉寶兒子剛娶媳婦，剛進劉家不久，媳婦派遣婢女向劉寶請安。劉寶千方百計勾引婢女，婢女堅持不屈服。劉寶於是伏地叩頭，婢女感到懼怕，只好服從他。隔天，劉寶跟人談到此事說:「用手推東西(指以手推地叩頭)就是最神妙的招數，一下子就可以讓婢女服從他的姦淫。」